# Rudolf Möller (Künstler)
Rudolf Möller (* 1881 in Schmiedefeld; † 1967 in Lörrach) war ein deutscher Maler, Grafiker und Zeichenlehrer.

## Leben und Wirken
Rudolf Möller absolvierte von 1905 bis 1907 gemeinsam mit seinem Bruder Otto Möller eine Ausbildung zum Zeichenlehrer an der Königlichen Kunstschule Berlin. Er war Schüler von Lovis Corinth. Ab 1916 war Möller Zeichenlehrer an einem Berliner Gymnasium, später war er Studienrat für Malerei und Kunstliteratur. 1919 wurde er Mitglied der Novembergruppe, der er bis zu deren Auflösung 1935 angehörte. Im Rahmen der Novembergruppe war er auch an Ausstellungen beteiligt. 1925 wurde sein Aquarell Bauernhof (Bildmaß 15,9 × 25,4 cm) vom Preußischen Kultusministerium auf einer Ausstellung der Novembergruppe (für 120 M) gekauft und an die Berliner Nationalgalerie unter der Inventar-Nr. F III 768 (Nr. 1) überwiesen. Es wurde am 7. Juli 1937 beschlagnahmt und nach München zur Ausstellung „Entartete Kunst“ gebracht. Es gilt als zerstört.
Während der Zeit des Nationalsozialismus galten seine Werke als Entartete Kunst. Möller war trotz seiner Stellung im Schuldienst nicht Mitglied der NSDAP, wodurch er unter starken politischen Druck geriet. 1940 ging er nach Dresden. 1943 wurde er vorzeitig aus dem Schuldienst entlassen und aus Dresden ausgewiesen. Er übersiedelte nach Steinen im Wiesental, wobei er fast alle seine Bilder in Dresden zurücklassen musste.
Rudolf Möller war Mitglied im Deutschen Künstlerbund. Er war seit 1916 verheiratet, seine Frau starb 1944. Er zog 1945 nach Lörrach, wo er in der Nachkriegszeit und bis zu seinem Tod lebte.

## Nachleben
Möller zählt zu den Künstlern der so genannten verschollenen Generation, die erst in den letzten Jahren wiederentdeckt wurden. Seine Arbeiten werden dem Expressiven Realismus zugerechnet. Gelegentlich werden Werke des Künstlers im Auktionshandel angeboten.

## Ausstellungen
- 1916: Teilnahme an einer Gemäldeausstellung in der Galerie J. B. Neumann, Berlin
- 2008: Wiederentdeckt: Franz Baum, Heinrich Heidner, Rudolf Möller, Kallmann-Museum in der Orangerie Ismaning
- 2008: Expressiver Realismus, Gruppenausstellung in der Galerie Bernd Dürr in München
- 2009: Rudolf Möller – Expressionist der „Verschollenen Generation“, Museum am Burghof in Lörrach[6]